# Oenothera tacikii
Oenothera tacikii är en dunörtsväxtart som beskrevs av Rostanski. Oenothera tacikii ingår i släktet nattljussläktet, och familjen dunörtsväxter. Inga underarter finns listade i Catalogue of Life.